# Paul Wegener (gouwleider)
Paul Wegener (Varel, 1 oktober 1908 - Wächtersbach, 5 mei 1993) was een nationaalsocialistische gouwleider van Weser-Ems, Vrije Hanzestad Bremen en de Vrijstaat Oldenburg tijdens de Tweede Wereldoorlog. Hij was ook een parlementslid in de Rijksdag voor de NSDAP. In de Schutzstaffel droeg hij de rang van een SS-Obergruppenführer (luitenant-generaal).

## Leven
Op 1 oktober 1908 werd Paul Wegener in Varel geboren. Hij was de tweede zoon, van zijn vader die een doktor was. Zijn vader had een oudere broer, de patholoog Friedrich Wegener. Wegener ging naar de Volksschule en Realschule in Varel. Hij zat op het gymnasium in Wilhelmshaven en Ballenstedt (Harz), en volgde deze tot het hoger onderwijs. Na een landbouwkundige practicum, doorliep hij een opleiding in Koloniallandwirt aan de Deutschen Kolonialschule für Landwirtschaft, Handel und Gewerbe  (vrije vertaling: Duitse koloniale school voor landbouw, handel en commercie) in Witzenhausen. Wegener trouwde met de dochter Margrarit Schuele (geboren 27 juli 1919 te Bremen) van een van de docenten. Het echtpaar kreeg vier dochters; 193, 1941, 1942 en 1945. Aansluitend was hij van 1929 tot 1930 als handelaar in import- en export van het handelshuis in Bremen werkzaam.

### Carrière in de NSDAP en het Derde Rijk
Op 1 augustus 1930 werd Wegener van de NSDAP lid. Hij was actief in de NSDAP als spreker. In 1931 werd hij ook van de Sturmabteilung lid, daarin klom hij snel in de hiërarchie op, en werd als SA-Standartenführer ingeschaald. Hij werd tot chef van het SA-Standarte 19 en tot Ortsgruppenleiter benoemd, deze Standarte leidde hij vanaf 1 januari 1932 tot 13 april 1932. Hierna werd Wegener naar de SA Vorschulle Dornum in Oost-Friesland gecommandeerd. Vanaf 16 juni 1932 tot 13 oktober 1933 voerde hij het commando over de SA-Standarte 75.
In het voorjaar van 1933, kort na de machtsovername door de nationaalsocialisten, werd Wegener op 11 maart 1933 tot de jongste Kreisleiter van de NSDAP-Kreis Bremen benoemd. In deze hoedanigheid speelde hij een sleutelrol in machtsovername door de NSDAP in hanzestad. Tegelijkertijd werd hij van het burgerschap van Bremen lid. In de herfst van 1933, kreeg Wegener een mandaat van de politiek grotendeels onbelangrijk Rijksdag, voor het Weser-Ems-gebied.
In juli 1934 werd hij door Rudolf Hess tot lid in de Stab des Stellvertreters des Führers in München benoemd. In 1933 deze nieuw opgerichte organisatie, die als centraal stuurorgaan voor de toezicht en sturing van de NSDAP diende. De Stab des Stellvertreters des Führers werd na 1941 tot Parteikanzlei der NSDAP  (Partijkanselarij van de NSDAP) gewijzigd. Vanaf 1935 werkte Wegener in deze organisatie als adjudant van Hess zijn Stabsführer (stafschef) Martin Bormann.
In augustus 1936 avanceerde Wegener tot plaatsvervangend leider van de Gouwen Mark Brandenburg en Kurmark. Dit nadat Wilhelm Kube een onenigheid met Walter Buch had gekregen, waarna Wilhelm Kube door Emil Stürtz als gouwleider werd vervangen, met Wegener als plaatsvervangend gouwleider. Sinds 1939 werd Wegener tot de staf van de plaatsvervanger van de Führer  gerekend - waarin hij zich volgens Bormann bijzonder had bewezen - als het toekomstige hoofd van een NSDAP-gouw.
Tweede Wereldoorlog
Tijdens de Tweede Wereldoorlog, behoorde hij vanaf 1 februari 1940 tot 20 april 1940 bij de Luftwaffe. Tijdens zijn diensttijd werd hij als Kriegsberichter in de LwKbK 5 van Luftwaffe, tijdens Operatie Weserübung in Noorwegen ingezet. Op 19 april 1940 werd Wegener naar de staf van de Reichskommissar Josef Terboven overgeplaatst. Als adviseur van Terboven, functioneerde Wegener ook als gebiedscommissaris voor het bezette Noorwegen, en leider van de Einsatzstabes Wegener. Zijn belangrijkste taak in Noorwegen in de daaropvolgende jaren, was om de Nasjonal Samling - de partij van de Noorse politicus Vidkun Quisling, die door de Duitse bezettingsadministratie de regering van het bezette land was toevertrouwd - in lijn te brengen met het Duitse bezettingsbeleid en hen diepgaand te begeleiden bij het volgen van welke koers ze moesten inslaan. Op 20 april 1940 werd Wegener van de Schutzstaffel lid, en zegde op 25 april 1940 zijn lidmaatschap van de Sturmabteilung op. En werd in de Schutzstaffel als een SS-Brigadeführer (brigadegeneraal) ingeschaald.
In april 1941 met Wegener met verlof, om als Geschutzführer in de 6./II./SS Art Rgt LSSAH om aan de Balkanveldtocht deel te nemen.
Na de dood van de gouwleider Carl Röver in mei 1942, werd Wegener tot zijn opvolger van de Gouw Weser-Ems benoemd. En werd in de personele unie Reichsstatthalter 
(Rijksstadhouder) voor Oldenburg en Bremen, evenals Reichsverteidigungskommissar  (Rijksverdedigingscommissaris) voor het Noord-Duitse gebied. In november 1944 stelde Bormann aan Hitler voor de gouwleider in Wenen, Baldur von Schirach, die als te laks werd beschouwd, door Wegener of Grohé te vervangen.
In augustus 1944 werd hij als SS-Obergruppenführer (luitenant-generaal) aan de Persönlicher Stab Reichsführer-SS toegevoegd.
Op 25 september 1944 werd Wegener tot bevelhebber van de Volkssturm in de Gouw Weser-Ems benoemd.
Wegener had de verplaatsing van zijn bureau van Oldenburg naar Bremen gepland. Eind april 1945 was hij tegen de overgave van de stad Bremen zonder slag of stoot.
Op 2 mei 1945 werd hij door Karl Dönitz tot Oberster Ziviler Reichsverteidigungskommissar Nordraum  (vrije vertaling: Hoogste Civiele Rijksverdedigingscommissaris Noord-Duitse gebied) en staatssecretaris en chef van het kabinet en de presidentieel kanselarij van de regering Dönitz benoemd.

## Na de oorlog
Op 23 mei 1945 werd Wegener samen met de rest van de Flensburgregering, door de soldaten van het Britse 11th Armoured Division (11e Pantserdivisie) in Sonderbereich Mürwik bij Flensburg gearresteerd.
In de zomer van 1945 werd hij met verschillende groten van de NSDAP-hiërarchie en de Wehrmacht werden in krijgsgevangenenkamp nr. 32 (kamp Ashcan) in Bad Mondorf in Luxemburg geïnterneerd.
In 1949 werd Wegener door de Spruchgericht Bielefeld (denazificatierechtbank) voor een gezamenlijke gevangenisstraf van 6 jaar en 6 maanden veroordeeld, rekening met zijn internering houdend. Hij werd van de dood van enkele honderden soldaten en burgers beschuldigd, toen de Hanzestad Bremen op zijn bevel "tot de laatste man en tot de laatste patroon" verdedigd moest worden. De relatief lage gevangenisstraf is waarschijnlijk te wijten aan het feit dat hij uit zijn denazificatieproces kwam als "vrijgesproken" (categorie V). De rechtbank achtte het waarschijnlijk dat Wegener van het vergassen van de Joden in Auschwitz wist, maar konden dit niet bewijzen. Een andere bron vermeld: dat Wegener wel bij de Poznańtoespraak aanwezig was, en zo van de vergassing van de Joden wist.
In mei 1951 werd hij vervroegd uit de gevangenis van Esterwegen vrijgelaten. In de procedure tegen Georg Schnibben en andere beklaagden wegens moord van 14 april 1945 in Dötlingen, werd hij  in 1953 door de juryrechtbank in Oldenburg vrijgesproken.. Andere bron vermeld: Wegener werd door een genadeverzoek van de minister-president Karl Arnold vrijgelaten
Daarna werkte hij als handelsbediende in Sinzheim bij Baden-Baden, en woonde vanaf 1959 met zijn gezin in Wächtersbach in Hessen. Hij was vertegenwoordiger en procuratiehouder in een houthandel.
Volgens de Britse geheime dienst had hij contacten met de voormalige staatssecretaris Werner Naumann, die begin jaren vijftig met de Naumann-kring (Gauleiterkreis) in de FDP wilde infiltreren.
Over het verdere verloop van zijn leven is niets bekend. Op 5 mei 1993 overleed hij in Wächtersbach.

## Carrière
Wegener bekleedde verschillende rangen in zowel de Sturmabteilung als Allgemeine-SS. De volgende tabel laat zien dat de bevorderingen niet synchroon liepen.
| Datum                                        | Sturmabteilung      | Luftwaffe             | Allgemeine-SS        | NSDAP                                 | Staatsdienst   |
| -------------------------------------------- | ------------------- | --------------------- | -------------------- | ------------------------------------- | -------------- |
| ca. 1931                                     | SA-Sturmführer      | —                     | —                    | —                                     | —              |
| 1931                                         | —                   | —                     | —                    | Ortsgruppenleiter der NSDAP           | —              |
| 11 maart 1933                                | —                   | —                     | —                    | Kreisleiter der NSDAP                 | —              |
| 1 januari 1932                               | SA-Standartenführer | —                     | —                    | —                                     | —              |
| 11 juli 1934                                 | —                   | —                     | —                    | Reichsamtsleiter der NSDAP            | —              |
| 20 april 1936                                | SA-Oberführer       | —                     | —                    | —                                     | —              |
| 7 augustus 1936                              | —                   | —                     | —                    | Stellvertretender Gauleiter der NSDAP | —              |
| Maart 1937                                   | —                   | Gefreiter der Reserve | —                    | —                                     | —              |
| 11 september 1937 - 9 november 1937          | SA-Brigadeführer    | —                     | —                    | —                                     | —              |
| 25 april 1940 (met ingang van 20 april 1940) | —                   | —                     | SS-Mann              | —                                     | —              |
| 25 april 1940 (met ingang van 20 april 1940) | —                   | —                     | SS-Brigadeführer     | —                                     | —              |
| 1942                                         | —                   | —                     | —                    | Haupt-Dienstleiter der NSDAP          | —              |
| 18 mei 1942                                  | —                   | —                     | —                    | Gauleiter der NSDAP                   | —              |
| 18 mei 1942                                  | —                   | —                     | —                    | Reichsstatthalter                     | —              |
| 9 november 1942                              | —                   | —                     | SS-Gruppenführer     | —                                     | —              |
| 1 augustus 1944                              | —                   | —                     | SS-Obergruppenführer | —                                     | —              |
| 2/5 mei 1945                                 | —                   | —                     | —                    | —                                     | Staatssekretär |

## Lidmaatschapsnummers
- NSDAP-nr.: 286 225[21] (lid geworden 8 januari 1930[12][20] - 1 augustus 1930[5]))
- SS-nr.: 353161[21] (lid geworden 20 april 1940[12][13][20])

## Onderscheidingen
Selectie:
- IJzeren Kruis 1939, 2e Klasse[21] (1941[22])
- Gouden Ereteken van de NSDAP[12][21] op 30 januari 1938[22][23]
- Kruis voor Oorlogsverdienste, 1e Klasse (30 januari 9142[22]) en 2e Klasse met Zwaarden[12][21][22]
- Dienstonderscheiding van de NSDAP in zilver[12][21][22]
- Ehrendegen des Reichsführers-SS[21]  op 30 januari 1942[22]
- SS-Ehrenring[21] op 30 januari 1942[22]